# Història geològica de les Illes Balears

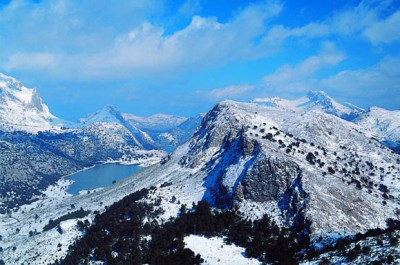
Serra de Tramuntana a Mallorca

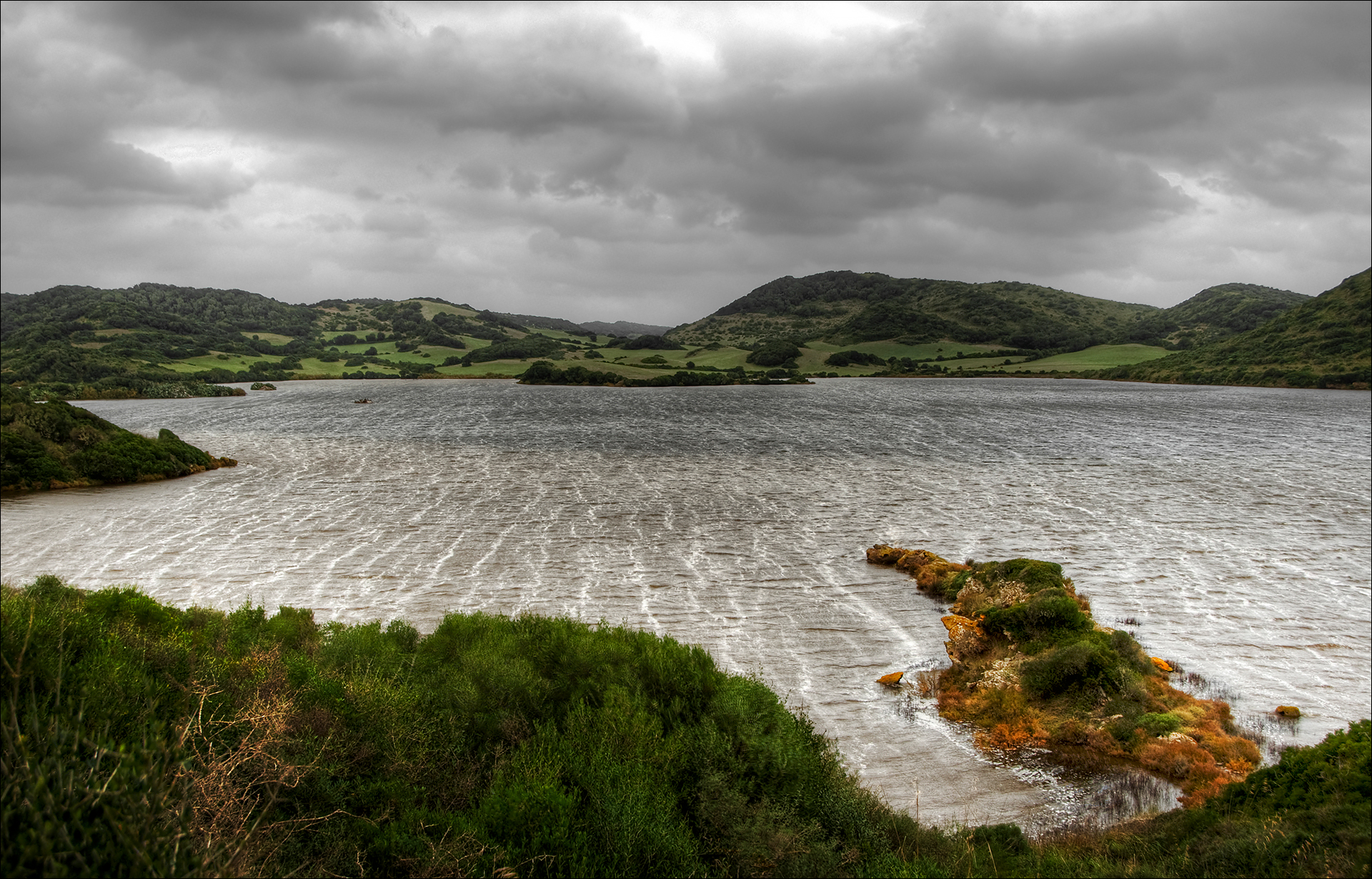
Albufera des Grau a Menorca

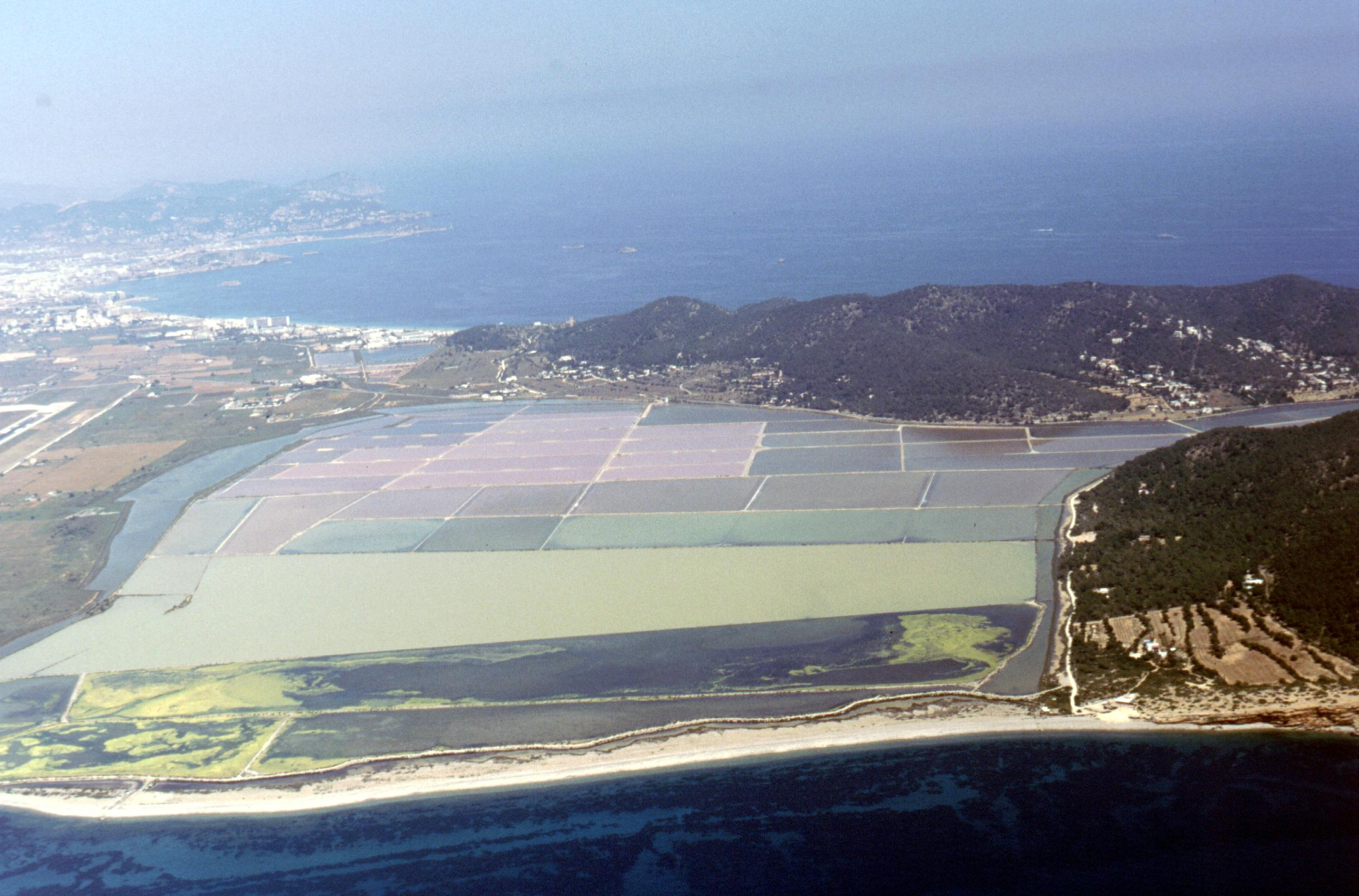
Vista aèria de les Salines d'Eivissa

La formació geològica de les Illes Balears és complexa i diferent segons cada illa o part d'illa.
L'arxipèlag Balear es troba sobre un sòcol submarí separat de les costes peninsulars per una canal de més de 1.000 m de profunditat. Les Illes Balears (en sentit ampli) tenen l'origen en els materials dipositats durant el Mesozoic a la conca del mar Tetis, els quals també formen gran part de la serralades Bètiques. A nivell de Balears, s'observa que a la zona nord de Menorca hi afloren els materials més antics (final del Paleozoic), i que cap al sud els materials són més moderns. Aquest fet es pot atribuir a una basculació del conjunt cap al sud a partir del Cenozoic o al final del Mesozoic.
A Menorca hi ha dues zones geològiques diferents pràcticament amb la mateixa extensió: Tramuntana (formada per roques paleozoiques i mesozoiques), i Migjorn (formada per roques cenozoiques). A Eivissa i Formentera hi afloren roques mesozoiques i cenozoiques plegades durant l'orogènia Alpina. Així mateix, en aquestes illes també hi ha grans extensions de roques cenozoiques i quaternàries que omplen les conques que separen les serres.

## Mallorca
La geomorfologia de Mallorca presenta molts de contrasts. Les àrees muntanyenques amb relleus estructurals complexos corresponen als punts més elevats de les serres de Llevant, Cabrera, al massís de Randa, a determinats relleus del Pla (Sant Onofre), i a la totalitat de la serra de Tramuntana. En altres llocs, el relleu és format per turons entre els quals hi ha valls molt amples, com passa a la major part del pla central, i també a les parts baixes de les serres de Llevant, la part occidental del pla de Palma i els voltants de Calvià.
Els relleus tabulars abasten les marines meridionals i orientals, sa Marineta de Petra i la part occidental del pla central.
És remarcable la presència de planes al·luvials. N'hi ha de costaneres a Palma, Campos, sa Pobla, Muro, Pollença, etc.) i d'interiors, com les d'Inca, Manacor, Felanitx, Santa Margalida, Sóller, etc.
També hi són destacables grans sectors d'albuferes i aiguamolls al fons de les badies principals, així com camps de dunes, especialment a la badia d'Alcúdia, la badia de Palma i en la zona meridional de l'illa.

### Litostratigrafia
Les formacions geològiques i unitats informals definides a Mallorca són:
| Nom                                     | Nom                                                                   | Edat                                                                        | Trets principals                                                                              | Referències principals                                                                    |
| --------------------------------------- | --------------------------------------------------------------------- | --------------------------------------------------------------------------- | --------------------------------------------------------------------------------------------- | ----------------------------------------------------------------------------------------- |
| Unitat Palma                            | Unitat Palma                                                          | Neogen-Quaternari, Pliocè-Holocè                                            | Dipòsits col·luvials, al·luvials i litorals de conglomerats, calcarenites i llims.            | Álvaro et al. (1984), Fornós et al. (1991)                                                |
| Unitat Sant Jordi                       | Unitat Sant Jordi                                                     | Neogen, Pliocè, Zanclià-Plasencià                                           |                                                                                               | Pomar et al. (1983), Álvaro et al. (1984), Fornós et al. (1991), Juárez-Ruiz & Mas (2022) |
| Unitat Son Mir                          | Unitat Son Mir                                                        | Neogen, Pliocè, Zanclià-Plasencià                                           |                                                                                               | Pomar et al. (1983), Álvaro et al. (1984), Fornós et al. (1991), Juárez-Ruiz & Mas (2022) |
| Formació Ses Olles                      | Formació Ses Olles                                                    | Neogen, Miocè, Messinià                                                     |                                                                                               | Mas (2013, 2015)                                                                          |
| Unitat Santanyí                         | Unitat Santanyí                                                       | Neogen, Miocè, Messinià                                                     |                                                                                               | Pomar et al. (1983), Álvaro et al. (1984), Fornós et al. (1991)                           |
| Unitat Bonanova                         | Unitat Bonanova                                                       | Neogen, Miocè, Tortonià superior-Messinià                                   |                                                                                               | Pomar et al. (1983), Álvaro et al. (1984), Fornós et al. (1991)                           |
| Unitat d'Esculls                        | Unitat d'Esculls                                                      | Neogen, Miocè, Tortonià superior-Messinià                                   |                                                                                               | Pomar et al. (1983), Álvaro et al. (1984), Fornós et al. (1991)                           |
| Unitat amb Heterostegina                | Unitat amb Heterostegina                                              | Neogen, Miocè, Tortonià inferior                                            |                                                                                               | Pomar et al. (1983), Álvaro et al. (1984), Fornós et al. (1991)                           |
| Unitat Sa Verdera                       | Unitat Sa Verdera                                                     | Neogen, Miocè, Serraval·lià superior-Tortonià inferior                      |                                                                                               | Pomar et al. (1983), Álvaro et al. (1984), Fornós et al. (1991)                           |
| Unitat Pina                             | Unitat Pina                                                           | Neogen, Miocè, Languià-Serraval·lià                                         |                                                                                               | Pomar et al. (1983), Álvaro et al. (1984), Fornós et al. (1991)                           |
| Unitat Manacor                          | Unitat Manacor                                                        | Neogen, Miocè                                                               |                                                                                               | Pomar et al. (1983), Álvaro et al. (1984), Fornós et al. (1991)                           |
| Unitat Randa                            | Subunitat superior                                                    | Neogen, Miocè, Languià?                                                     |                                                                                               | Pomar et al. (1983), Álvaro et al. (1984), Fornós et al. (1991)                           |
| Unitat Randa                            | Subunitat inferior                                                    | Neogen, Miocè, Languià?                                                     |                                                                                               | Pomar et al. (1983), Álvaro et al. (1984), Fornós et al. (1991)                           |
| Formació Banyalbufar                    | Formació Banyalbufar                                                  | Neogen, Miocè, Burdigalià-Languià inferior                                  |                                                                                               | Rodríguez-Perea (1984), Fornós et al. (1991)                                              |
| Formació Sant Elm                       | Formació Sant Elm                                                     | Paleogen-Neogen, Oligocè-Miocè, Catià superior-Burdigalià inferior          |                                                                                               | Rodríguez-Perea (1984), Fornós et al. (1991)                                              |
| Formació Cala Blanca                    | Membre Puig d'en Tió                                                  | Paleogen, Oligocè, Rupelià superior-Catià                                   |                                                                                               | Ramos-Guerrero (1988), Fornós et al. (1991), Ramos-Guerrero et al. (2001)                 |
| Formació Cala Blanca                    | Membre Defla                                                          | Paleogen, Oligocè, Rupelià superior-Catià                                   |                                                                                               | Ramos-Guerrero (1988), Fornós et al. (1991), Ramos-Guerrero et al. (2001)                 |
| Formació Cala Blanca                    | Membre Sineu                                                          | Paleogen, Oligocè, Rupelià superior-Catià                                   |                                                                                               | Ramos-Guerrero (1988), Fornós et al. (1991), Ramos-Guerrero et al. (2001)                 |
| Formació Cala Blanca                    | -                                                                     | Paleogen, Oligocè, Rupelià superior-Catià                                   |                                                                                               | Ramos-Guerrero (1988), Fornós et al. (1991), Ramos-Guerrero et al. (2001)                 |
| Formació Son Sastre                     | Formació Son Sastre                                                   | Paleogen, Oligocè, Rupelià inferior                                         |                                                                                               | Ramos-Guerrero (1988), Fornós et al. (1991), Ramos-Guerrero et al. (2001)                 |
| Formació Alaró                          | Formació Alaró                                                        | Paleogen, Eocè-Oligocè, Priabonià superior-Rupelià inferior                 |                                                                                               | Ramos-Guerrero (1988), Fornós et al. (1991), Ramos-Guerrero et al. (2001)                 |
| Formació Galdent                        | Formació Galdent                                                      | Paleogen, Eocè, Priabonià superior                                          |                                                                                               | Ramos-Guerrero (1988), Fornós et al. (1991), Ramos-Guerrero et al. (2001)                 |
| Formació El Calvari                     | Formació El Calvari                                                   | Paleogen, Eocè, Priabonià inferior                                          |                                                                                               | Ramos-Guerrero (1988), Fornós et al. (1991), Ramos-Guerrero et al. (2001)                 |
| Formació Peguera                        | -                                                                     | Paleogen, Eocè, Bartonià-Priabonià                                          |                                                                                               | Ramos-Guerrero (1988), Fornós et al. (1991), Ramos-Guerrero et al. (2001)                 |
| Formació Peguera                        | Membre Platja des Morts                                               | Paleogen, Eocè, Bartonià-Priabonià                                          |                                                                                               | Ramos-Guerrero (1988), Fornós et al. (1991), Ramos-Guerrero et al. (2001)                 |
| Formació Peguera                        | -                                                                     | Paleogen, Eocè, Bartonià-Priabonià                                          |                                                                                               | Ramos-Guerrero (1988), Fornós et al. (1991), Ramos-Guerrero et al. (2001)                 |
| Formació Peguera                        | Membre Binissalem                                                     | Paleogen, Eocè, Bartonià-Priabonià                                          |                                                                                               | Ramos-Guerrero (1988), Fornós et al. (1991), Ramos-Guerrero et al. (2001)                 |
| Formació Puig de s'Envestida            | Formació Puig de s'Envestida                                          | Paleogen, Eocè, Lutecià superior-Bartonià                                   |                                                                                               | Ramos-Guerrero (1988), Fornós et al. (1991), Ramos-Guerrero et al. (2001)                 |
| Unitat Valldemossa                      | Unitat Valldemossa                                                    | Paleogen?                                                                   |                                                                                               |                                                                                           |
| "Cretaci Superior"                      | "Calcàries blanques noduloses o taulades, amb interestrats argilosos" | Cretaci Superior, Campanià superior o Maastrichtià inferior                 |                                                                                               | Álvaro et al. (1982)                                                                      |
| "Cretaci Superior"                      | "Calcàries blanques i rosades, taulades o noduloses"                  | Cretaci Superior, Campanià                                                  |                                                                                               | Álvaro et al. (1982)                                                                      |
| "Cretaci Superior"                      | "Calcàries grogoses-rosades, de vegades dolomititzades"               | Cretaci Superior, Santonià                                                  |                                                                                               | Álvaro et al. (1982)                                                                      |
| "Cretaci Superior"                      | "Calcàries grogoses-rosades, de vegades dolomititzades"               | Cretaci Superior, Coniacià                                                  |                                                                                               | Álvaro et al. (1982)                                                                      |
| "Cretaci Superior"                      | "Calcàries blanques amb nòduls de sílex"                              | Cretaci Superior, Turonià                                                   |                                                                                               | Álvaro et al. (1982)                                                                      |
| "Cretaci Superior"                      | "Calcàries argiloses blanques"                                        | Cretaci Superior, Cenomanià                                                 |                                                                                               | Álvaro et al. (1982)                                                                      |
| "Fàcies Maiolica" + "Margues Piritoses" | "Fàcies Maiolica" + "Margues Piritoses"                               | Cretaci Inferior-Superior, Berriasià superior-Cenomanià inferior            |                                                                                               | Álvaro et al. (1982)                                                                      |
| Formació Puig d'en Borràs               | Formació Puig d'en Borràs                                             | Juràssic Superior-Cretaci Inferior, Kimmeridgià superior-Berriasià inferior |                                                                                               | Álvaro et al. (1989)                                                                      |
| Formació Son Torrella                   | Formació Son Torrella                                                 | Juràssic Superior-Cretaci Inferior, Kimmeridgià superior-Berriasià inferior |                                                                                               | Álvaro et al. (1989)                                                                      |
| Formació Almadrà                        | Formació Almadrà                                                      | Juràssic Superior, Kimmeridgià superior                                     |                                                                                               | Álvaro et al. (1989)                                                                      |
| Formació Alfàbia                        | Formació Alfàbia                                                      | Juràssic Superior, Oxfordià-Kimmeridgià inferior                            |                                                                                               | Álvaro et al. (1989)                                                                      |
| Formació Sa Carbonera                   | Formació Sa Carbonera                                                 | Juràssic Superior, Oxfordià superior-Kimmeridgià?                           |                                                                                               | Álvaro et al. (1989)                                                                      |
| Formació Puig de ses Fites              | Formació Puig de ses Fites                                            | Juràssic Superior, Oxfordià?                                                |                                                                                               | Álvaro et al. (1989)                                                                      |
| Formació Puig de Cutrí                  | Formació Puig de Cutrí                                                | Juràssic Mitjà, Batonià                                                     |                                                                                               | Álvaro et al. (1989)                                                                      |
| Formació Puig d'Alpara                  | "Tram de calcàries de filaments"                                      | Juràssic Mitjà, Batonià inferior-Cal·lovià inferior                         |                                                                                               | Álvaro et al. (1989)                                                                      |
| Formació Puig d'Alpara                  | "Tram de calcàries conglomeràtiques"                                  | Juràssic Mitjà, Bajocià superior-Batonià inferior                           |                                                                                               | Álvaro et al. (1989)                                                                      |
| Formació Cúber                          | Formació Cúber                                                        | Juràssic Mitjà, Bajocià inferior-superior                                   |                                                                                               | Álvaro et al. (1989)                                                                      |
| Formació Gorg Blau                      | "Tram de calcàries noduloses"                                         | Juràssic Mitjà, Aalenià-Bajocià inferior                                    |                                                                                               | Álvaro et al. (1989)                                                                      |
| Formació Gorg Blau                      | "Tram margocalcari"                                                   | Juràssic Inferior-Mitjà, Toarcià superior-Aalenià                           |                                                                                               | Álvaro et al. (1989)                                                                      |
| Formació Gorg Blau                      | "Tram ferruginós"                                                     | Juràssic Inferior, Toarcià inferior-Aalenià superior                        |                                                                                               | Álvaro et al. (1989)                                                                      |
| Formació Cosconar                       | Formació Cosconar                                                     | Juràssic Inferior, Pliensbaquià superior-Toarcià inferior                   |                                                                                               | Álvaro et al. (1989)                                                                      |
| Formació Racó                           | Formació Racó                                                         | Juràssic Inferior, Pliensbaquià inferior                                    |                                                                                               | Álvaro et al. (1989), Sevillano et al. (2021)                                             |
| Formació Moleta                         | Formació Moleta                                                       | Juràssic Inferior, Pliensbaquià inferior                                    |                                                                                               | Álvaro et al. (1989), Sevillano et al. (2021)                                             |
| Formació Barracar                       | Formació Barracar                                                     | Juràssic Inferior, Sinemurià                                                |                                                                                               | Álvaro et al. (1989), Sevillano et al. (2021)                                             |
| Formació Mal Pas                        | Formació Mal Pas                                                      | Juràssic Inferior, Hettangià-Sinemurià inferior?                            |                                                                                               | Álvaro et al. (1989), Sevillano et al. (2021)                                             |
| Unitat Felanitx                         | Unitat Felanitx                                                       | Triàsic Superior, Norià superior-Hettangià?                                 |                                                                                               | Barnolas (1984)                                                                           |
| "Fàcies Keuper"                         | "Fàcies Keuper"                                                       | Triàsic Superior, Carnià-Norià superior                                     |                                                                                               | Rodríguez-Perea et al. (1987)                                                             |
| "Fàcies Muschelkalk"                    | Unitat M-3                                                            | Triàsic Mitjà, Ladinià                                                      |                                                                                               | Rodríguez-Perea et al. (1987)                                                             |
| "Fàcies Muschelkalk"                    | Unitat M-2                                                            | Triàsic Mitjà, Anisià?                                                      |                                                                                               | Rodríguez-Perea et al. (1987)                                                             |
| "Fàcies Muschelkalk"                    | Unitat M-1                                                            | Triàsic Mitjà, Anisià?                                                      |                                                                                               | Rodríguez-Perea et al. (1987)                                                             |
| Formació Son Serralta                   | Formació Son Serralta                                                 | Triàsic Mitjà, Anisià mitjà?                                                | Dipòsits de planera d'inundació i planera mareal, amb gresos i lutites.                       | Calafat (1988), Matamales-Andreu et al. (2021)                                            |
| Formació Pedra Alta                     | Formació Pedra Alta                                                   | Triàsic Mitjà, Anisià inferior                                              | Dipòsits de rius entrunyellats, amb bretxes intraformacionals, gresos i lutites.              | Calafat (1988), Matamales-Andreu et al. (2021)                                            |
| Formació Estellencs                     | Formació Estellencs                                                   | Triàsic Mitjà, Anisià inferior                                              | Dipòsits de rius meandriformes i de planera d'inundació, amb gresos i lutites.                | Calafat (1988), Matamales-Andreu et al. (2021)                                            |
| Formació Punta Roja                     | Formació Punta Roja                                                   | Triàsic Inferior, Oleniokià superior-Anisià inferior                        | Dipòsits de rius entrunyellats, amb gresos.                                                   | Calafat (1988), Matamales-Andreu et al. (2021)                                            |
| Formació Pedra de s'Ase                 | Formació Pedra de s'Ase                                               | Permià, Guadalupià inferior                                                 | Dipòsits de rius meandriformes i torrentades, amb gresos i lutites.                           | Calafat (1988), Matamales-Andreu et al. (2022)                                            |
| Formació Port des Canonge               | Formació Port des Canonge                                             | Permià, Cisuralià superior-?Guadalupià basal                                | Dipòsits de rius meandriformes i de planera d'inundació, amb gresos i lutites.                | Calafat (1988), Matamales-Andreu et al. (2022)                                            |
| Formació Bec de s'Àguila                | Formació Bec de s'Àguila                                              | Permià, Cisuralià                                                           | Dipòsits de col·luvions, ventalls al·luvials i rius meandriformes, amb conglomerats i gresos. | Calafat (1988), Matamales-Andreu et al. (2022)                                            |
| "Fàcies Culm"                           | "Fàcies Culm"                                                         | Carbonífer                                                                  | Dipòsits turbidítics de conglomerats, gresos i lutites.                                       | Ramos & Rodríguez-Perea (1985)                                                            |

### Hidrologia superficial
S'ha de tenir en compte que el sòl de Mallorca és generalment molt permeable, el que implica que no hi hagi cursos superficials permanents, baldament algunes fonts es poden carregar molt quan les precipitacions són importants, com acostuma a passar a la tardor. A Mallorca hi ha un total de set vessants hidrogràfics. Dos d'aquests vessants són litorals, amb cursos d'aigua breus que drenen respectivament des de la serra de Tramuntana cap al litoral nord-occidental i des de les serres de Llevant cap al litoral sud-oriental. Els cursos més llargs es dirigeixen cap als tres vessants que acaben a les planes al·luvials de les badies; es tracta dels vessants d'Alcúdia, de Palma i de Campos. Els vessants són:
- Vessant de Palma. Amb els torrents de sa Riera, na Bàrbara i el torrent Gros.
- Vessant d'Alcúdia. Amb els torrents de Muro, Pina, Sant Miquel (s'origina a les fonts Ufanes) i na Borges.
- Vessant Meridional. Dins els municipis de Campos i ses Salines, on hi trobam el torrent de son Catlar. En aquest vessant hi predominen les aigües torrencials i l'escolament subterrani de l'aigua.
- Vessant de Tramuntana. Amb els torrents de Parells (resultant de la unió dels torrents del gorg Blau i el de Lluc) i el torrent de Sóller, els cursos d'aigua són molt irregulars, molt curts i amb un gran pendent.
- Vessant de Pollença. On hi trobam l'Albufereta i els torrents de Sant Jordi i s'Almadrava.
- Vessant d'Andratx. On hi trobam els torrents de Santa Ponça i Andratx.
- La vessant de Llevant li passa el mateix que el Meridional i no té cap torrent predominant ni molt marcat, sinó que es tracta de petits cursos d'aigua molt intermitents.

## Menorca
Menorca compta amb els materials més antics de les Balears, ja que daten de 400 milions d'anys. L'illa està separada en dues grans unitats geològiques per una línia pràcticament recta que va des del Port de Maó fins a Cala Morell, al nord de Ciutadella. La part més antiga correspon a la zona nord.
Aquesta zona Nord està composta per silicats, mentre que la part sud està formada per materials calcaris.

## Eivissa
Eivissa i formentera es troben a la part Sud-Est de la placa Ibèrica, just a la zona de ruptura de les plaques africana i euroasiàtica, cosa que explica la seva història geològica. La història geològica de les Pitiüses comença fa 223 milions d'anys (inici del Mesozoic) que és l'edat de les roques més antigues d'aquestes illes. La sèrie estratigràfica d'Eivissa es divideix en dos trams, els materials més antics pertanyen al Triàsic mitjà (fàcies Muschelkalk) i afloren a Tagomago, al cap Roig, Talaia de Sant Llorenç, etc. i són constituïts principalment per roques carbonatades. A partir del Miocè superior s'originaren uns moviments verticals que continuaren en el Pliocè i el Quaternari, provocant el desplaçament d'Eivissa i Formentera uns 50 km cap al Sud-Est i la separació respecte a les illes Gimnèsies.

## Formentera
La formació geològica de Formentera es pot reconstruir partint del Miocè superior; fa uns 11 milions d'anys, a causa que no s'han trobat evidències anteriors a aquesta edat. Malgrat això, a l'època del Paleogen tot l'arxipèlag Balear va experimentar una emersió amb un plegament de tots els sediments dipositats durant el Mesozoic. En el transcurs del Miocè inferior i mitjà es produïren oscil·lacions marines i passà la fase tectònica major que originà l'estructuració d'Eivissa i la deformació dels terrenys dipositats abans del Miocè superior. Les calcàries del Miocè superior devien formar una llosa contínua que unia Formentera amb Eivissa. El Miocè postectònic formà el sòcol així com els principals relleus de Formentera. Els afloraments més importants es troben als penya-segats de la Mola, el cap de Barbaria i la costa nord de cala en Baster i punta Prima.